# Mortes em agosto de 2016
Mortes em 2016: ← Janeiro – Fevereiro – Março – Abril – Maio – Junho – Julho – Agosto – Setembro – Outubro – Novembro – Dezembro →
Esta é uma relação de pessoas notáveis que morreram durante o mês de agosto de 2016, listando nome, nacionalidade, ocupação e ano de nascimento.

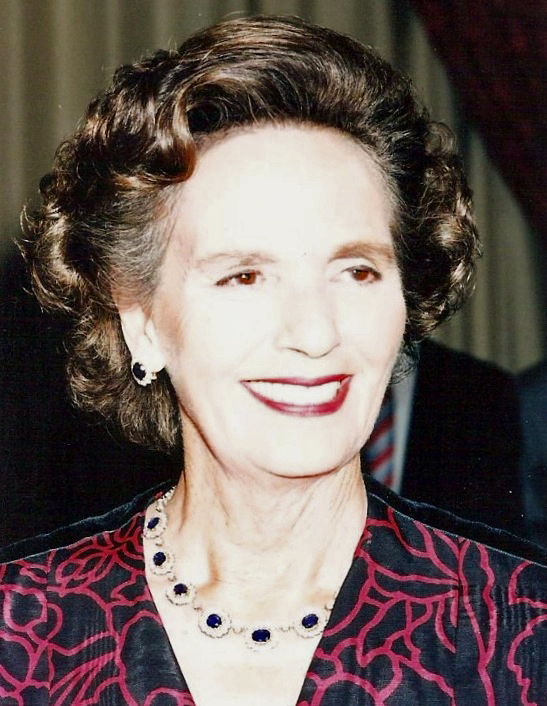
Ana de Bourbon-Parma, rainha consorte romena

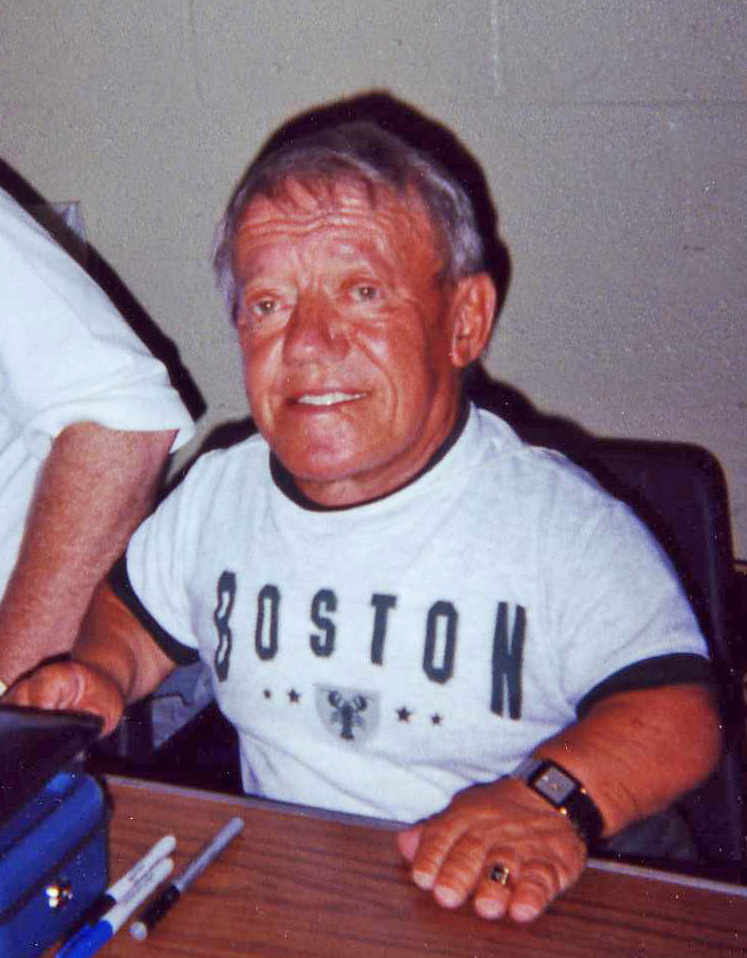
Kenny Baker, ator britânico

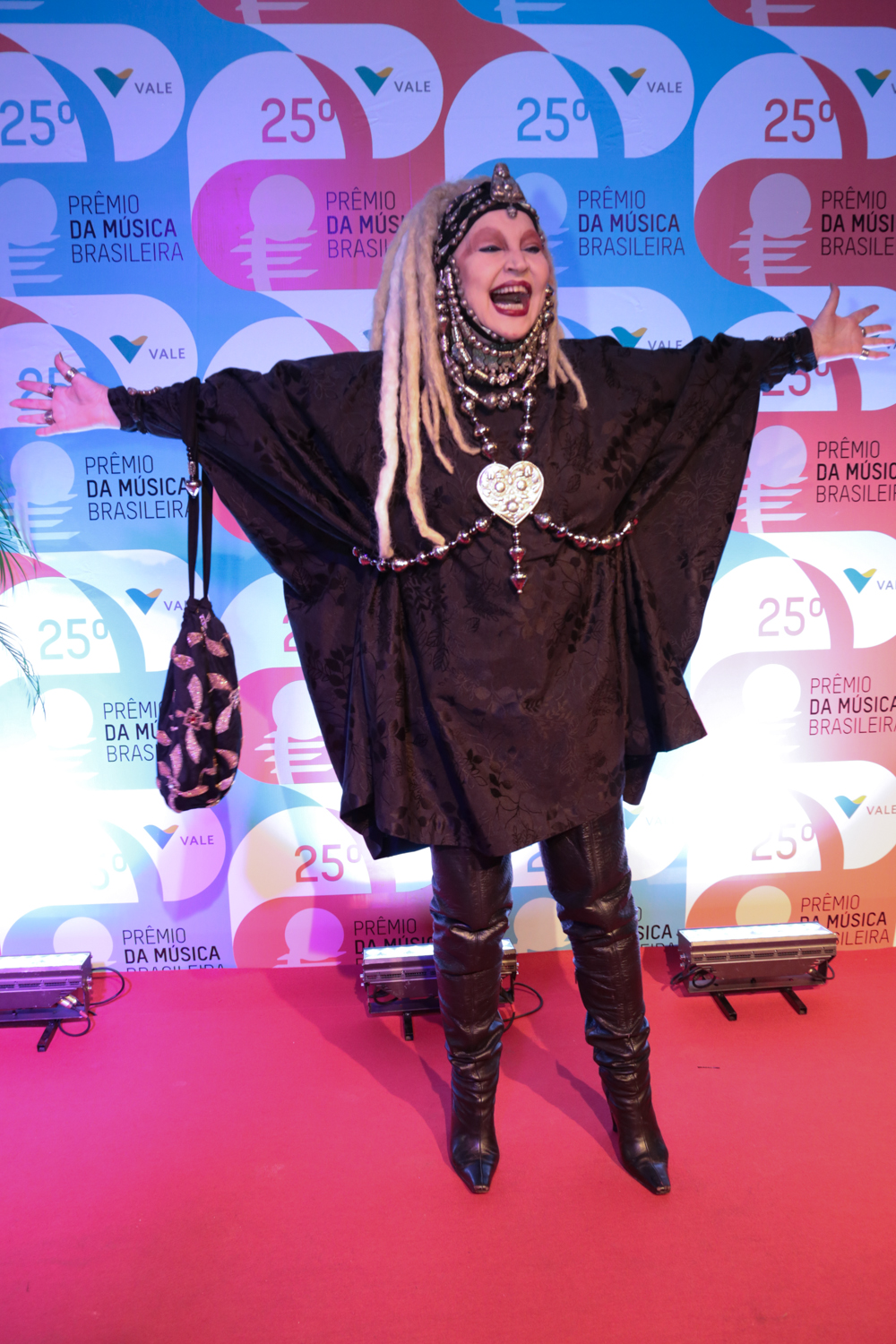
Elke Maravilha, jurada e atriz brasileira

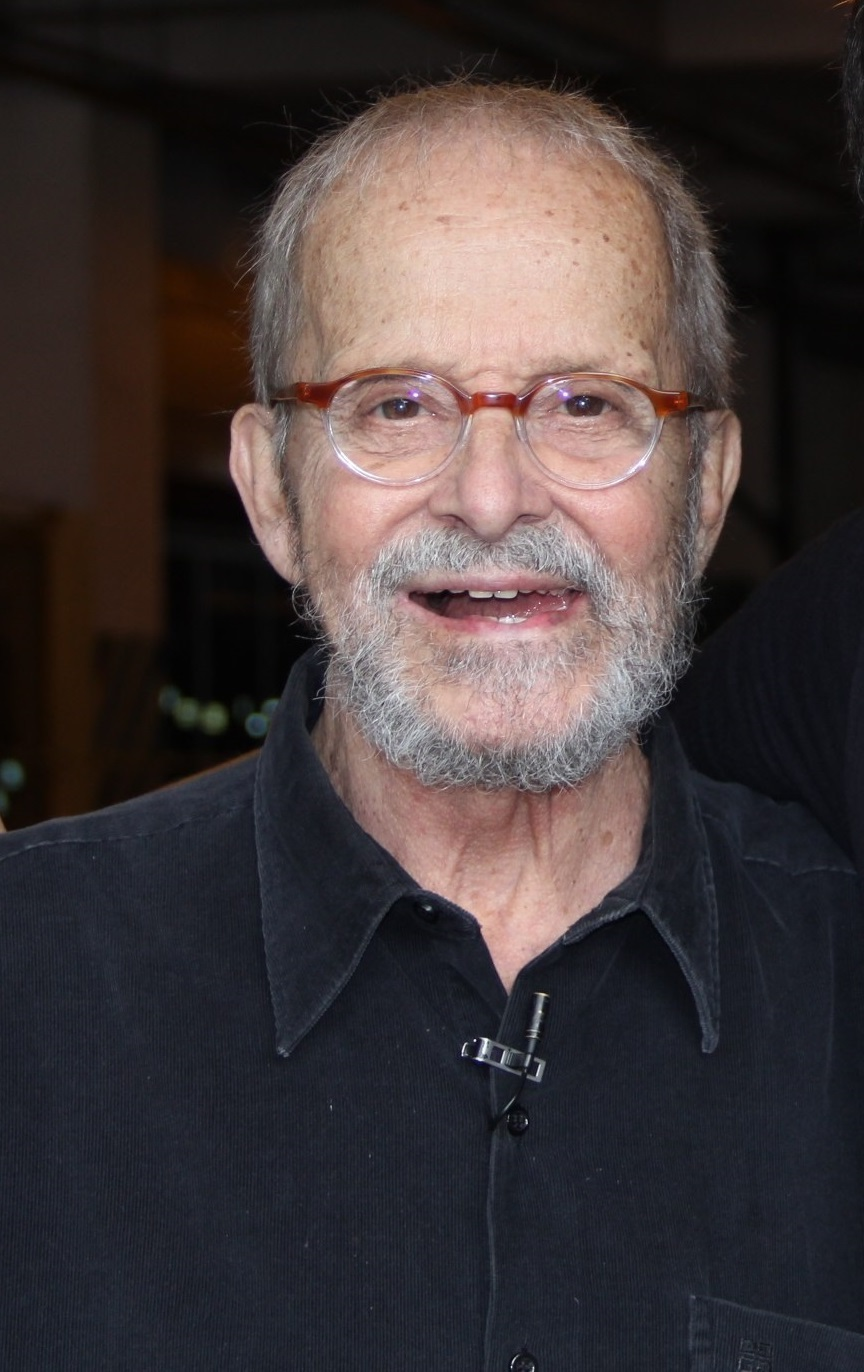
Goulart de Andrade, jornalista brasileiro

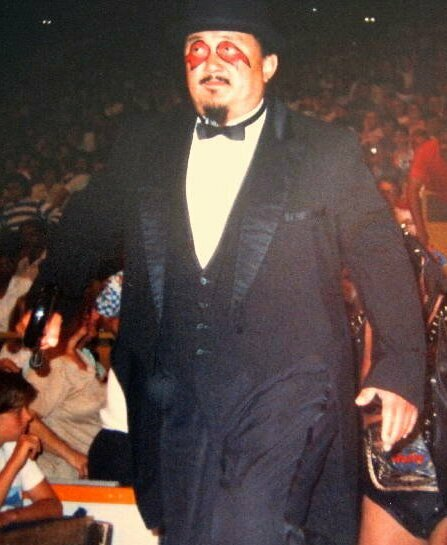
Mr Fuji, lutador de luta profissional estadunidense

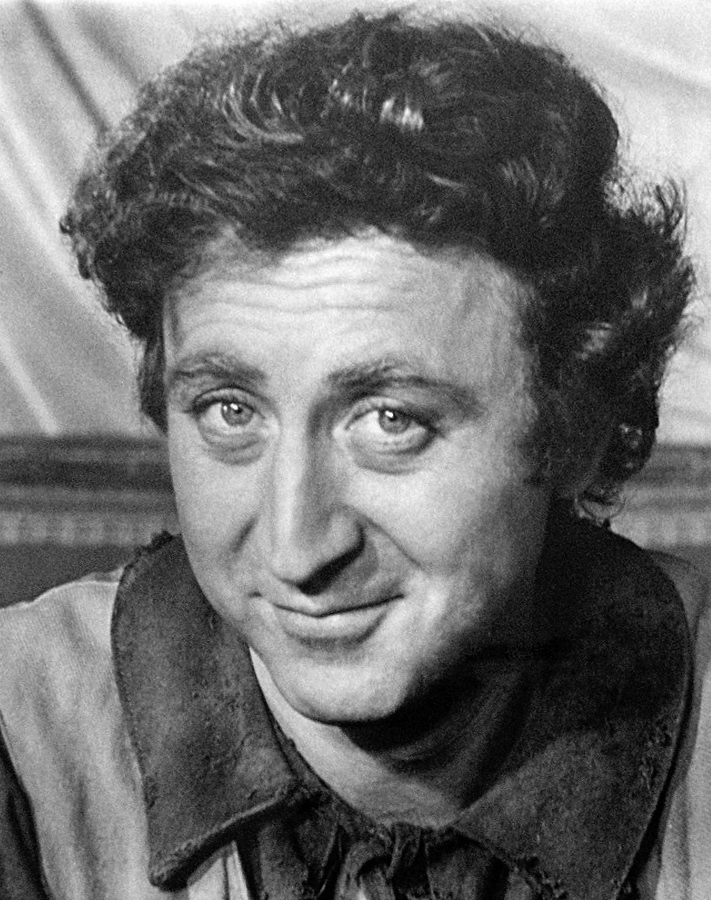
Gene Wilder, ator estadunidense

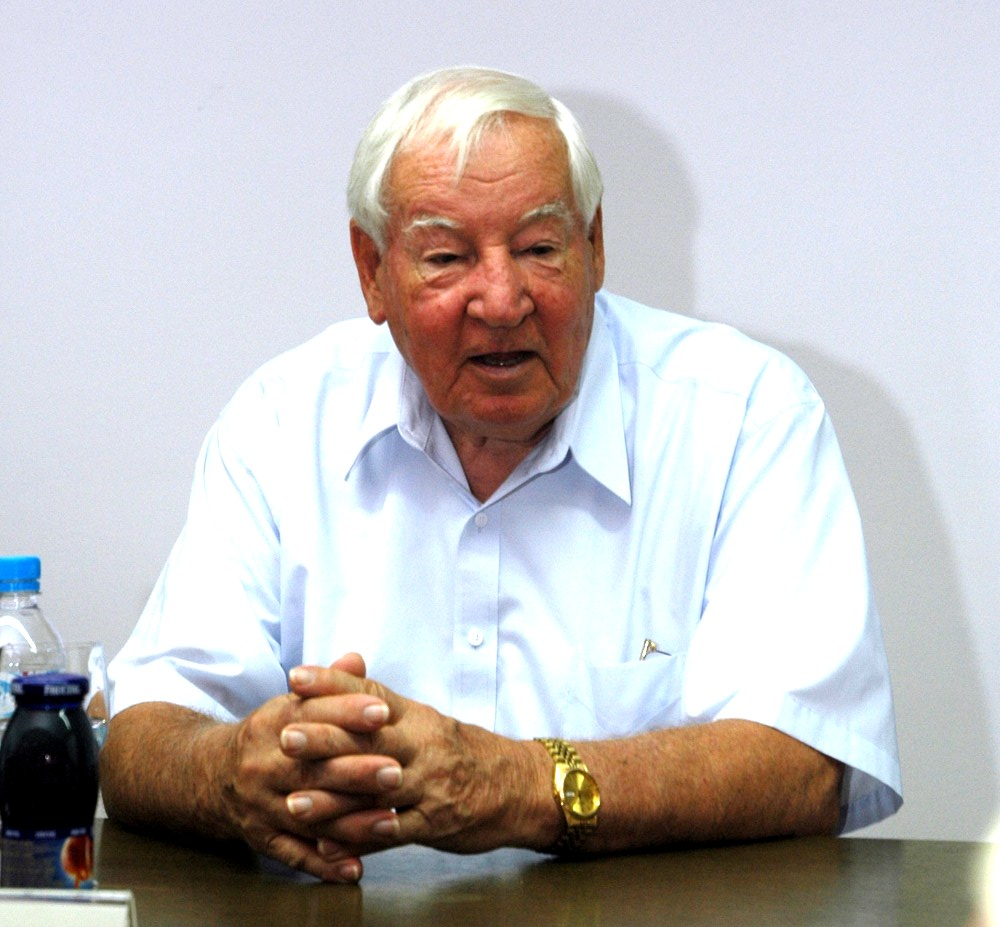
Joe Sutter, engenheiro aeronáutico estadunidense

| Dia | Nome                                       | Profissão ou motivo de reconhecimento              | Nacionalidade   | Ano de nasc. | Ref           |
| --- | ------------------------------------------ | -------------------------------------------------- | --------------- | ------------ | ------------- |
| 1   | Ana de Bourbon-Parma                       | Rainha consorte                                    | Roménia         | 1923         | [ 1 ]         |
| 1   | Andre Hajdu                                | Compositor e etnomusicólogo                        | Hungria/ Israel | 1932         | [ 2 ]         |
| 1   | José Asmuz                                 | Automobilista e dirigente esportivo                | Brasil          | 1927         | [ 3 ] [ 4 ]   |
| 1   | Dai Dower                                  | Pugilista                                          | Reino Unido     | 1933         | [ 5 ]         |
| 1   | Trayan Dyankov                             | Futebolista e treinador                            | Bulgária        | 1976         | [ 6 ]         |
| 1   | George Brigars Williams                    | Ator                                               | Gana            | 1929         | [ 7 ]         |
| 1   | Jim Northrup                               | Escritor                                           | Estados Unidos  | 1943         | [ 8 ]         |
| 1   | Raimundo Ongaro                            | Líder operário                                     | Argentina       | 1924         | [ 9 ]         |
| 2   | Franciszek Macharski                       | Cardeal                                            | Polónia         | 1927         | [ 10 ]        |
| 2   | Ahmed Zewail                               | Químico                                            | Egito           | 1946         | [ 11 ]        |
| 2   | James Martin Hayes                         | Arcebispo                                          | Canadá          | 1924         | [ 12 ]        |
| 2   | Forbes Carlile                             | Pentatleta                                         | Austrália       | 1921         | [ 13 ]        |
| 3   | Chris Amon                                 | Automobilista                                      | Nova Zelândia   | 1943         | [ 14 ] [ 15 ] |
| 3   | Steve LaTourette                           | Político                                           | Estados Unidos  | 1954         | [ 16 ]        |
| 4   | Jean Antone                                | Lutadora profissional                              | Estados Unidos  | 1943         | [ 17 ]        |
| 5   | Vander Lee                                 | Cantor                                             | Brasil          | 1966         | [ 18 ]        |
| 5   | Eleuterio Fernández Huidobro               | Político                                           | Uruguai         | 1942         | [ 19 ]        |
| 6   | Ivo Pitanguy                               | Cirurgião plástico                                 | Brasil          | 1926         | [ 20 ]        |
| 6   | Norman Twain                               | Produtor de cinema e teatro                        | Estados Unidos  | 1930         | [ 21 ]        |
| 6   | Midget Farrelly                            | Surfista                                           | Austrália       | 1944         | [ 22 ]        |
| 6   | José Becerra                               | Pugilista                                          | México          | 1936         | [ 23 ]        |
| 7   | Bryan Clauson                              | Automobilista                                      | Estados Unidos  | 1989         | [ 24 ]        |
| 7   | Jack Sears                                 | Automobilista                                      | Reino Unido     | 1930         | [ 25 ]        |
| 7   | Gustavo Bueno                              | Filósofo                                           | Espanha         | 1924         | [ 26 ]        |
| 7   | Jack Günthard                              | Ginasta                                            | Suíça           | 1920         | [ 27 ]        |
| 8   | Ivo Urbančič                               | Filósofo                                           | Eslovênia       | 1930         | [ 28 ]        |
| 8   | Vijaya Nandasiri                           | Ator e dramaturgo                                  | Sri Lanka       | 1944         | [ 29 ]        |
| 8   | Jyothi Lakshmi                             | Atriz                                              | Índia           | 1953         | [ 30 ]        |
| 8   | Nikola Anastasov                           | Ator                                               | Bulgária        | 1932         | [ 31 ]        |
| 9   | Karl Bögelein                              | Futebolista e treinador                            | Alemanha        | 1927         | [ 32 ]        |
| 9   | Panchu Arunachalam                         | Escritor e diretor                                 | Índia           | 1941         | [ 33 ]        |
| 9   | Gerald Grosvenor, 6.º Duque de Westminster | Nobre                                              | Reino Unido     | 1951         | [ 34 ]        |
| 9   | Edésio Passos                              | Advogado e político                                | Brasil          | 1939         | [ 35 ]        |
| 11  | Thomas Steinbeck                           | Fotógrafo e escritor                               | Estados Unidos  | 1951         | [ 36 ]        |
| 11  | Glenn Yarbrough                            | Cantor                                             | Estados Unidos  | 1930         | [ 37 ]        |
| 12  | Juan Pedro de Miguel                       | Handebolista                                       | Espanha         | 1958         | [ 38 ]        |
| 13  | Françoise Mallet-Joris                     | Escritora                                          | Bélgica         | 1930         | [ 39 ]        |
| 13  | Kenny Baker                                | Ator                                               | Reino Unido     | 1934         | [ 40 ]        |
| 14  | Hermann Kant                               | Escritor                                           | Alemanha        | 1926         | [ 41 ]        |
| 14  | Na. Muthukumar                             | Poeta e letrista                                   | Índia           | 1975         | [ 42 ]        |
| 14  | Fyvush Finkel                              | Ator                                               | Estados Unidos  | 1922         | [ 43 ]        |
| 15  | Dalian Atkinson                            | Futebolista                                        | Reino Unido     | 1968         | [ 44 ]        |
| 15  | Stefan Henze                               | Canoísta                                           | Alemanha        | 1981         | [ 45 ]        |
| 15  | Bobby Hutcherson                           | Músico de jazz                                     | Estados Unidos  | 1941         | [ 46 ]        |
| 16  | Elke Maravilha                             | Jurada, apresentadora e atriz                      | Brasil          | 1945         | [ 47 ]        |
| 16  | Luis Álvaro de Oliveira Ribeiro            | Empresário e dirigente esportivo                   | Brasil          | 1942         | [ 48 ]        |
| 16  | João Havelange                             | Advogado, empresário, atleta e dirigente esportivo | Brasil          | 1916         | [ 49 ]        |
| 16  | Andrew Florent                             | Tenista                                            | Austrália       | 1970         | [ 50 ]        |
| 17  | James Woolley                              | Tecladista do Nine Inch Nails                      | Estados Unidos  | 1966         | [ 51 ]        |
| 17  | Arthur Hiller                              | Cineasta                                           | Canadá          | 1923         | [ 52 ]        |
| 17  | Américo Silva                              | Ciclista, vencedor da Volta a Portugal de 1968     | Portugal        | 1947         | [ 53 ]        |
| 19  | Lou Pearlman                               | Empresário musical                                 | Estados Unidos  | 1954         | [ 54 ]        |
| 22  | Sellapan Ramanathan                        | Ex-presidente                                      | Singapura       | 1924         | [ 55 ]        |
| 22  | Toots Thielemans                           | Músico                                             | Bélgica         | 1922         | [ 56 ]        |
| 22  | Geneton Moraes Neto                        | Jornalista e escritor                              | Brasil          | 1956         | [ 57 ]        |
| 23  | Goulart de Andrade                         | Jornalista e apresentador                          | Brasil          | 1933         | [ 58 ]        |
| 23  | Steven Hill                                | Ator                                               | Estados Unidos  | 1922         | [ 59 ] [ 60 ] |
| 23  | Evita Muñoz                                | Atriz                                              | México          | 1936         | [ 61 ] [ 62 ] |
| 24  | Walter Scheel                              | Político                                           | Alemanha        | 1919         | [ 63 ]        |
| 25  | Maria Eugénia Rodrigues Branco             | Atriz                                              | Portugal        | 1927         | [ 64 ]        |
| 25  | Robert Todd Carroll                        | Escritor e acadêmico                               | Estados Unidos  | 1945         | [ 65 ]        |
| 27  | Lúcio Santarém                             | Futebolista e treinador                            | Brasil          | 1956         | [ 66 ]        |
| 27  | Alcindo Martha de Freitas                  | Futebolista                                        | Brasil          | 1945         | [ 67 ]        |
| 28  | Juan Gabriel                               | Cantor, compositor e produtor musical              | México          | 1950         | [ 68 ]        |
| 28  | Mr. Fuji                                   | Lutador de luta profissional                       | Estados Unidos  | 1934         | [ 69 ]        |
| 29  | Gene Wilder                                | Ator                                               | Estados Unidos  | 1933         | [ 70 ]        |
| 30  | Věra Čáslavská                             | Ginasta                                            | Chéquia         | 1942         | [ 71 ]        |
| 30  | Joe Sutter                                 | Engenheiro aeronáutico                             | Estados Unidos  | 1921         | [ 72 ]        |
| 31  | Anna Paula                                 | Atriz                                              | Portugal        | 1929         | [ 73 ]        |